# Бібліотека Ашшурбаніпала
Бібліотека Ашшурбаніпала — найдавніша з відомих бібліотек, заснована у 668—627 до н. е.. Розташовувалася у місті Ніневія. У фондах бібліотеки було від 5 000 до 25 000 глиняних табличок з клинописними текстами. Свого часу це була найбільша бібліотека Давнього Сходу. Відкриття бібліотеки у XIX столітті мало величезне значення для розуміння культур Месопотамії та для дешифрування клинопису.

## Фонди
Ашшурбаніпал мав намір створити бібліотеку, яка б містила всі знання того часу. Звичайно, йшлося не про наукове знання в сучасному розумінні, а про знання в поєднанні з магією та релігійно-міфологічними уявленнями. Таким чином левову частку фондів становили тексти замовлянь, пророцтв, магічних та релігійних ритуалів, міфологічних оповідей. Бібліотека мала велике зібрання медичної літератури, більшість книжок якого пропонували магічні або чарівницькі методи лікування. У бібліотеці також було багато праць з математики, філософії та філології. Окрім того тут зберігалися численні списки епічних та міфологічних текстів, зокрема таблички з Епосом про Гільгамеша та міфологічним переказом Енума Еліш, а також таблички з молитвами, піснями, юридичними документами (наприклад, Кодекс Хаммурапі), господарськими та адміністративними записами, листами, астрономічними й історичними працями, записами політичного характеру, списками царів та поетичними текстами. 
Тексти були написані ассирійською, вавилонською, діалектом аккадської мови, а також шумерською мовами. Численні тексти написані водночас шумерською та аккадською мовами, зокрема енциклопедичні видання та словники. Кількість табличок науковці оцінюють по-різному: 5 000-10 000 або 25 000 табличок. Проте сам корпус текстів значно менший. За оцінкою Адольфа Лео Оппенгайма, він становить максимум 1500 текстів. Адже, як правило, один текст зберігався в шести копіях, що сьогодні значно полегшує роботу з дешифрування табличок. Текст на табличках часто наносився з обох боків. На сьогодні бібліотека Ашшурбаніпала є найбільшою колекцією текстів аккадської літератури.

## Історія заснування
Заснування бібліотеки відбулося за наказом ассирійського правителя Ашшурбаніпала, що вирізнявся великою зацікавленістю до текстів та знання загалом. Попередники Ашшурбаніпала мали невеликі палацові бібліотеки, але жоден з них не мав такої пристрасті до колекціонування текстів. Ашшурбаніпал відряджав численних писарів у різні регіони своєї держави, аби ті виготовляли копії всіх текстів, на які вони натраплять. Окрім того Ашшурбаніпал замовляв з усіх великих храмових архівів копії текстів, які потім пересилалися йому в Ніневію. Часом, під час військових походів, Ашшурбаніпалу вдавалося захопити цілі клинописні бібліотеки, які він також доправляв у свій палац.

## Організація бібліотеки
Бібліотекарі Ашшурбаніпала проводили величезну роботу з каталогізації, копіювання, коментування та дослідження текстів бібліотеки, про що свідчать зокрема численні глосарії, списки літератури й коментарі. Сам Ашшурбаніпал надавав великого значення упорядкуванню бібліотеки.
На кожній табличці було написане його ім'я (своєрідний екслібрис), у колофоні було наведено назву оригінальної таблички, з якої було зроблено копію (як правило, перший рядок), а також номер таблички в межах серії, що утворювала цілісний твір. Часто додавали також відомості про те, чи табличка містить весь текст. Нерідко на табличках трапляються імена переписувачів та власників. Ось один з прикладів:
Замовляння. Зле замовляння ніби демон вразило людину. Четверта табличка Сурпу. Переписано й звірено з оригіналом. Палац Ашшурбаніпала, правителя світу, правителя Ассирії.
За припущенням науковців, бібліотекарі для обліку бібліотеки використовували своєрідні етикетки (також з глини), на яких був перелік всіх табличок, які знаходилися у відповідній скрині чи іншому вмістилищі.
Усі нові надбання бібліотеки ретельно обліковувалися. У бібліотеці були сотні кодексів з навощеними сторінками, що дозволяло виправляти чи переписувати текст, написаний на воску. Ці кодекси не збереглися, а про них лише відомо з глиняних табличок.

## Значення
Величезний масив клинописних текстів дійшов до наших днів виключно завдяки пристрасті Ашшурбаніпала до писаного слова. У багатьох випадках давніші пам'ятки месопотамської писемності збереглися в копіях, виконаних за наказом цього правителя. 

Сам Ашшурбаніпал пишався тим, що він був єдиним ассирійським правителем, який умів читати й писати. На одній з табличок знайдено його особистий запис: 
Я вивчив те, що мені приніс мудрий Адапа, опанував усе таємне мистецтво письма на табличках, став розбиратися у провіщеннях у небі й на землі, беру участь в дискусіях вчених мужів, передбачаю майбутнє разом з найдосвідченішими тлумачами провіщень на печінці жертовних тварин. Я вмію розв'язувати складні, затемнені задачі на ділення й множення, постійно читаю майстерно виписані таблички такою складною мовою, як шумерська, чи такою важкою до тлумачення, як аккадська, обізнаний із записами на камені з часів до потопу, які є вже цілковито незрозумілими.
Записи самого Ашшурбаніпала вирізняються своїми високими літературними якостями. 

## Відкриття і наукова робота
Основну частину бібліотеки було знайдено в XIX столітті у північно-західному палаці Ніневії й вивезено на зберігання у Британський музей. 1849 року велику частину бібліотеки знайшов британський археолог Остін Генрі Лаярд. Через три роки асистент Лаярда британський дипломат і мандрівник Ормуз Рассам у протилежному крилі палацу знайшов другу частину бібліотеки. На жаль, таблички не було ретельно обліковано, й у Британському музеї обидві частини було зведено докупи, так що вже точно невідомо, які таблички, де були знайдені. Науковці досі працюють над дописуванням окремих фрагментів («joints»), каталогізацією та дешифруванням текстів. Британський музей разом з іракськими науковцями працюють над створенням музею-бібліотеки в Іраку, де мають бути представлені реплікати оригінальних табличок. 

## Галерея
| |
| Глиняна табличка з фрагментом Епосу про Гільгамеша (Табличка N 11, на якій описаний міф про Потоп, зараз табличка разом з іншими перебуває в колекції Британського музею. |

|                                                                             |
| Таблиця Венери з Аммісадуки з астрологічними прогнозами. Британський музей. |

|                                                     |
| Табличка зі списком Е синонімів. Британський музей. |